# Aoraki
Núi Aoraki hay núi Cook là ngọn núi cao nhất ở New Zealand .
Chiều cao của Aoraki xác định năm 2014 là 3.724 m (12.218 feet), giảm từ 3.764 m (12.349 ft) so với trước tháng 12 năm 1991, do hậu quả của sạt lở đất và sự xói mòn. Nó nằm ở dãy Alps phía Nam, dãy núi chạy theo chiều dài của Đảo Nam .
Aoraki là một điểm đến du lịch phổ biến, và cũng là một thách thức yêu thích cho các nhà leo núi . Aoraki / Núi Cook bao gồm ba đỉnh, từ Nam đến Bắc có Đỉnh Thấp (3.593 m hoặc 11.788 ft), Đỉnh Trung (3.717 m hoặc 12.195 ft) và Đỉnh Cao. Các đỉnh cao nằm ở phía nam và phía đông của dải phân cách chính của dãy Alps phía Nam, với sông băng Tasman ở phía đông và sông băng Hooker ở phía tây nam.